# Régina Louf
Régina Louf (* 29. Januar 1969) ist ein belgisches Missbrauchsopfer, die als Zeugin im Prozess um den Sexualstraftäter und Mörder Marc Dutroux aussagte, wo sie als Zeugin X1 bezeichnet wurde. Sie machte Aussagen über ein bis in höchste Kreise reichendes Netzwerk von Pädophilen. Sie wurde als Zeugin allerdings nicht für glaubwürdig befunden. 

## Biografie

### Sexueller Missbrauch
Louf sagte aus, dass sie seit ihrem 4. Lebensjahr von Familienmitgliedern sexuell missbraucht wurde. Ihre Eltern sind Georges und Christiane Louf. Ihre Großmutter war die Witwe eines Hauptkommissars der Polizei. Sie soll während des Zweiten Weltkriegs zwei Bordelle betrieben haben. Ihre Großmutter und ihre Mutter verliehen sie als Minderjährige an ältere Männer.  Louf behauptet, dass ihre Eltern sie als Kind an einen Mann, Tony Van den Bogaert, verkauft haben. Dieser nahm sie seit ihrem 11. Lebensjahr wiederholt zu Sexpartys mit und missbrauchte sie auch selbst. Sie behauptet, dass auch viele andere Kinder auf diesen Partys waren und dass die Orgien zu Erpressungszwecken gefilmt wurden. Louf behauptet, dass die Partys auch sadistische Folter und die Ermordung von Kindern beinhalteten. Die Netzwerke sollen auch einen Bezug zu der Produktion von Snuff-Filmen und Kinderpornografie sowie dem rituellen Missbrauch satanischer Gruppen gehabt haben. Sie sollen auch über die Grenzen Belgiens hinaus gereicht haben.
Laut Louf besuchte Marc Dutroux diese Partys und versorgte die Mädchen mit Drogen, wobei er als Belohnung die Mädchen auch für sich selbst mitnehmen durfte. Louf behauptet, sie habe auf den Partys Geschäftsleute, Politiker und Mitarbeiter von Polizei und Justiz getroffen. Als Verbindungsmann zwischen Dutroux und höheren Kreisen soll der Geschäftsmann Jean-Michel Nihoul fungiert haben und diese als Zuhälter mit Minderjährigen versorgt haben. Sie sagte auch, dass es „Stammgäste“ gab, die an den Partys im Umkreis von Nihoul teilnahmen, darunter Anwälte aus Brüssel, ein flämischer Bürgermeister und ein ehemaliger Premierminister. Louf sagte: „Es war sehr gut organisiert. Ein großes Geschäft. Erpressung. Es war eine Menge Geld im Spiel.“
Louf nannte verschiedene Opfer des Kindersexrings, die ermordet wurden, um sich nicht an die Behörden wenden zu können, nämlich Christine Van Hees, Katrien De Cuyper und Carine Dellaert. Die Polizei bestätigte später, dass die Mädchen tatsächlich ermordet wurden und Beschreibungen übereinstimmten. So beschrieb sie, wie die 16-jährige Christine van Hees zur Abschreckung vor den Augen anderer Kinder langsam zu Tode gefoltert wurde, wobei ein Metallstift verwendet wurde. Louf beschrieb den Ort des Mordes, eine stillgelegte Pilzfarm am Rande von Brüssel. Diese wurde später abgerissen, aber 1996 beschrieb Louf den Polizisten die komplizierten Details, die Tapeten, die Waschbecken, die Haken an der Decke, ein Netz von Treppen und Nebenräumen, die es nur in diesem Gebäude gab. In der verbrannten Leiche von Van Hees wurde tatsächlich ein Metallstift gefunden. Der Polizeibeamte Rudi Hoskens sagte: „Sie gab uns einige Details, die uns glauben ließen, dass es unmöglich ist, Angaben zu machen, ohne an diesem Ort gewesen zu sein - die Art und Weise, wie die Leiche damals gefunden wurde, und die Art und Weise, wie sie die Person beschrieb, die getötet wurde.“

### Prozess um Dutroux
Louf war eines von zehn Opfern, die sich meldeten, als der belgische Richter Jean-Marc Connerotte im Fall Dutroux Berufung einlegte und weitere Opfer aufforderte, sich zu melden. Sie erhielt den Codenamen „Zeugin X1“. Aufgrund des langjährigen Missbrauchs und der damit verbundenen traumatischen Erfahrungen hat Louf eine Dissoziative Identitätsstörung, wobei ihre Erinnerungen auf verschiedene Unterpersönlichkeiten "aufgespalten waren". Sie wurde deshalb von einem Team von Psychologen begutachtet. Dies machte ihre Aussagen deshalb allerdings nicht automatisch unglaubwürdig. Gemeinsam mit anderen Zeugen nannte sie ein Pädophilennetzwerk, welche höchste Kreise der Justiz, Politik, Wirtschaft und den belgischen Adel einschloss.
Die ursprünglichen Polizeibeamten, die Louf zunächst verhört hatten, wurden ausgetauscht. Sie hatten geplant, eine landesweite Polizeiaktion durchzuführen, um alle Behauptungen von Regina Louf zu untersuchen, einschließlich der Durchsuchung von Privatgrundstücken und der Befragung der genannten Personen. Der Richter Connerotte, der für den Fall zuständig war, wurde aus dem Verfahren entlassen, weil er an einem Spendenessen für die Familien der Opfer von Dutroux teilgenommen hatte. Der nach der Abberufung Connerottes neu eingesetzte Untersuchungsrichter, Jean-Claude Van Espen, verwarf die Aussage von X1 und stoppte die Operation. Louf wurde schließlich nicht als Zeugin geladen, da sie als unglaubwürdig eingestuft wurde. Die Spur eines größeren Pädophilenrings wurde nicht weiter verfolgt.
Die Abberufung Connerottes und die Ignorierung zahlreicher Zeugen sorgte für Spekulationen, dass die Ermittlungen von oben behindert und absichtlich sabotiert worden seien. Der Protest der Familien der Opfer führte dazu, dass in Brüssel ein „Weißer Marsch“ organisiert wurde. 300.000 bis 400.000 belgische Bürger nahmen an dem Marsch teil und forderten Gerechtigkeit für die Opfer im Fall Dutroux und ein Ende der Korruption im Justizsystem. Während des Prozesses und davor kam es auch zum Tod von mindestens 27 Zeugen, darunter mehrere nicht aufgeklärte Morde und verdächtige Suizide und Unfälle.

### Späteres Leben
Louf lebte 2004 mit ihrem Mann und ihren vier Kindern in Gent und war Besitzerin eines Tierheims.